# Polímero reforzado con fibra de carbono

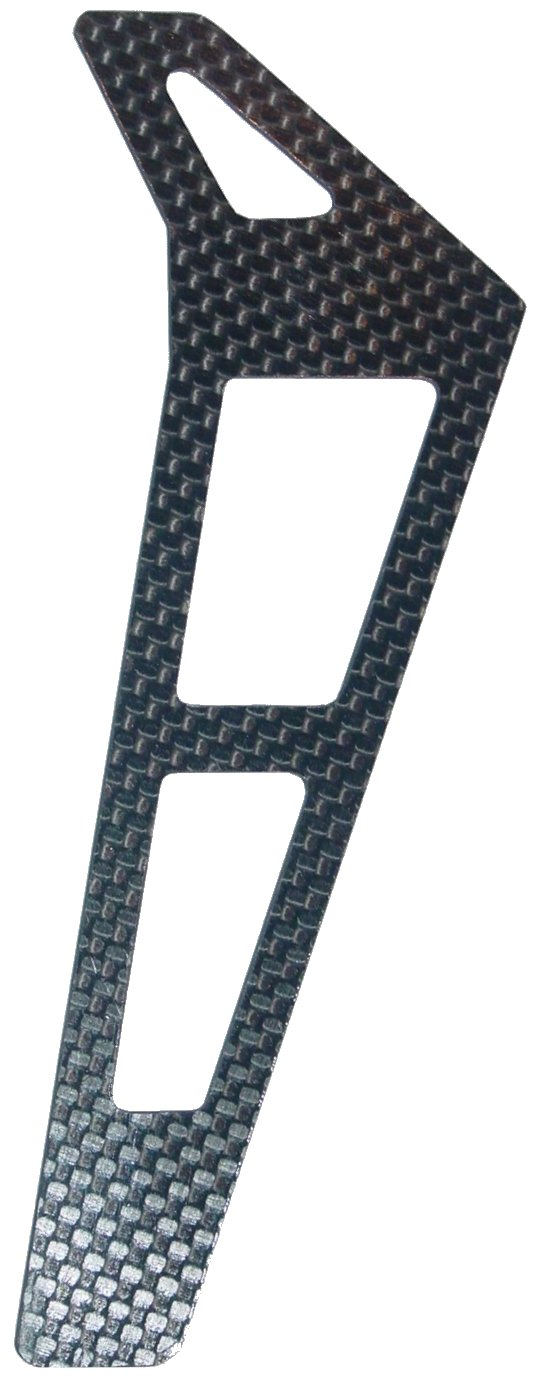
Cola de un helicóptero radio controlado, hecho de CFRP

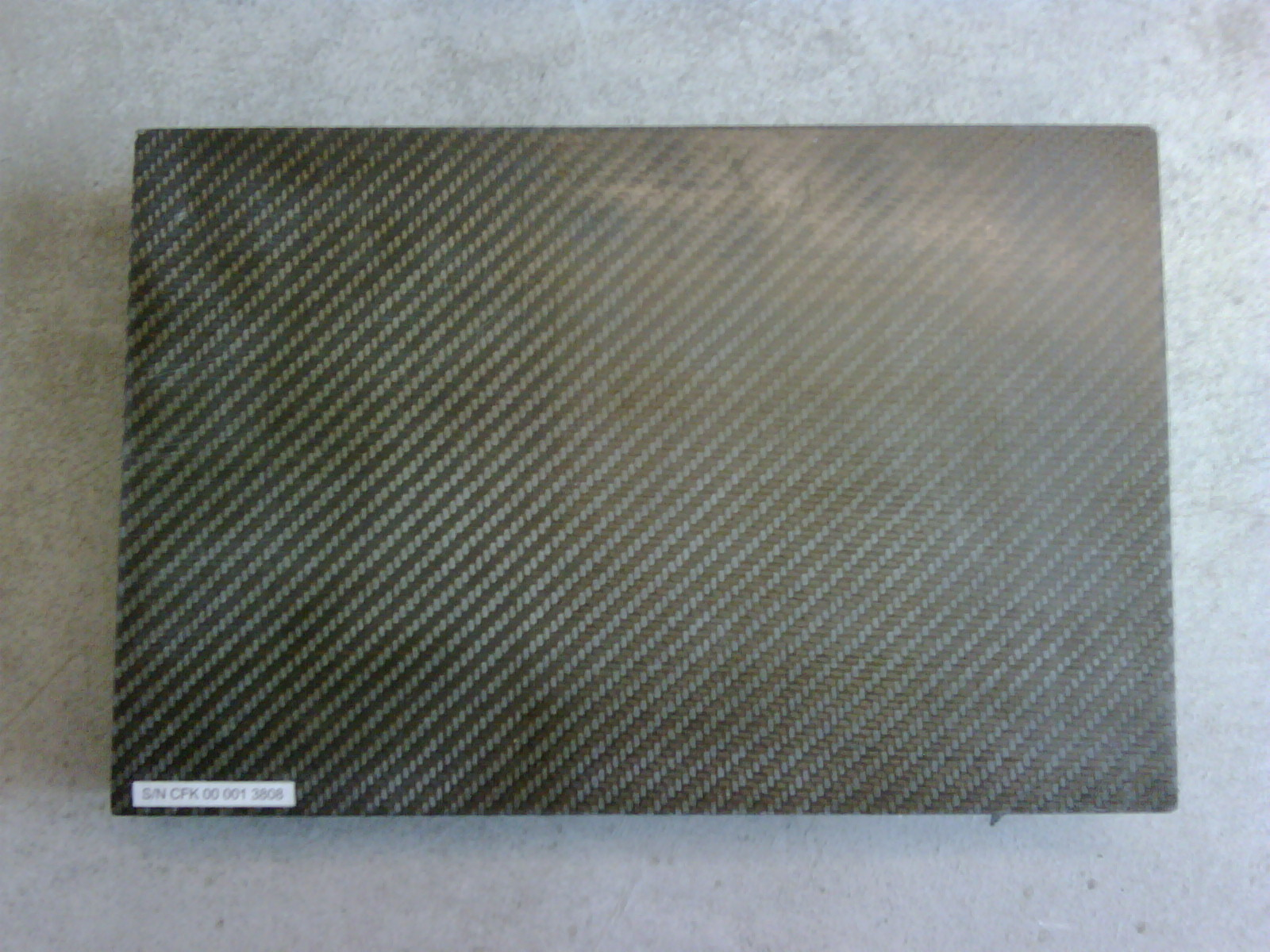
Polímero reforzado con fibra de carbono.

El polímero reforzado con fibra de carbono, es un plástico reforzado con fibras de carbono o (CFRP, CRP, CFRTP o, a menudo, simplemente fibra de carbono, o incluso carbono), es un plástico muy fuerte y ligero que contiene fibras de carbono. 
Los CFRPs pueden ser costosos de producir, pero se usan comúnmente dondequiera que se requiera una alta relación de resistencia a peso y rigidez, tales como la industria aeroespacial, automoción, ingeniería civil, artículos deportivos y un número creciente de otras aplicaciones de consumo y técnicas.
El polímero de unión es a menudo una resina termoestable tal como epoxi, pero se utilizan a veces otros polímeros termoplásticos o termoplásticos, tales como poliéster, éster vinílico o nailon. El compuesto puede contener otras fibras, tales como una aramida (por ejemplo, Kevlar, Twaron), aluminio, polietileno de ultra alto peso molecular (UHMWPE) o fibras de vidrio, así como fibra de carbono. Las propiedades del producto final de CFRP también pueden verse afectadas por el tipo de aditivos introducidos en la matriz de unión (la resina). El aditivo más frecuente es la sílice, pero se pueden usar otros aditivos como el caucho y los nanotubos de carbono. El material también se conoce como polímero reforzado con grafito o polímero reforzado con fibra de grafito (el GFRP es menos común, ya que choca con el polímero reforzado con fibra de vidrio). En los anuncios de productos, a veces se refiere simplemente a la fibra de grafito para el cortocircuito

## Aplicaciones
Las aplicaciones para CFRP incluyen lo siguiente:

### Ingeniería aeroespacial

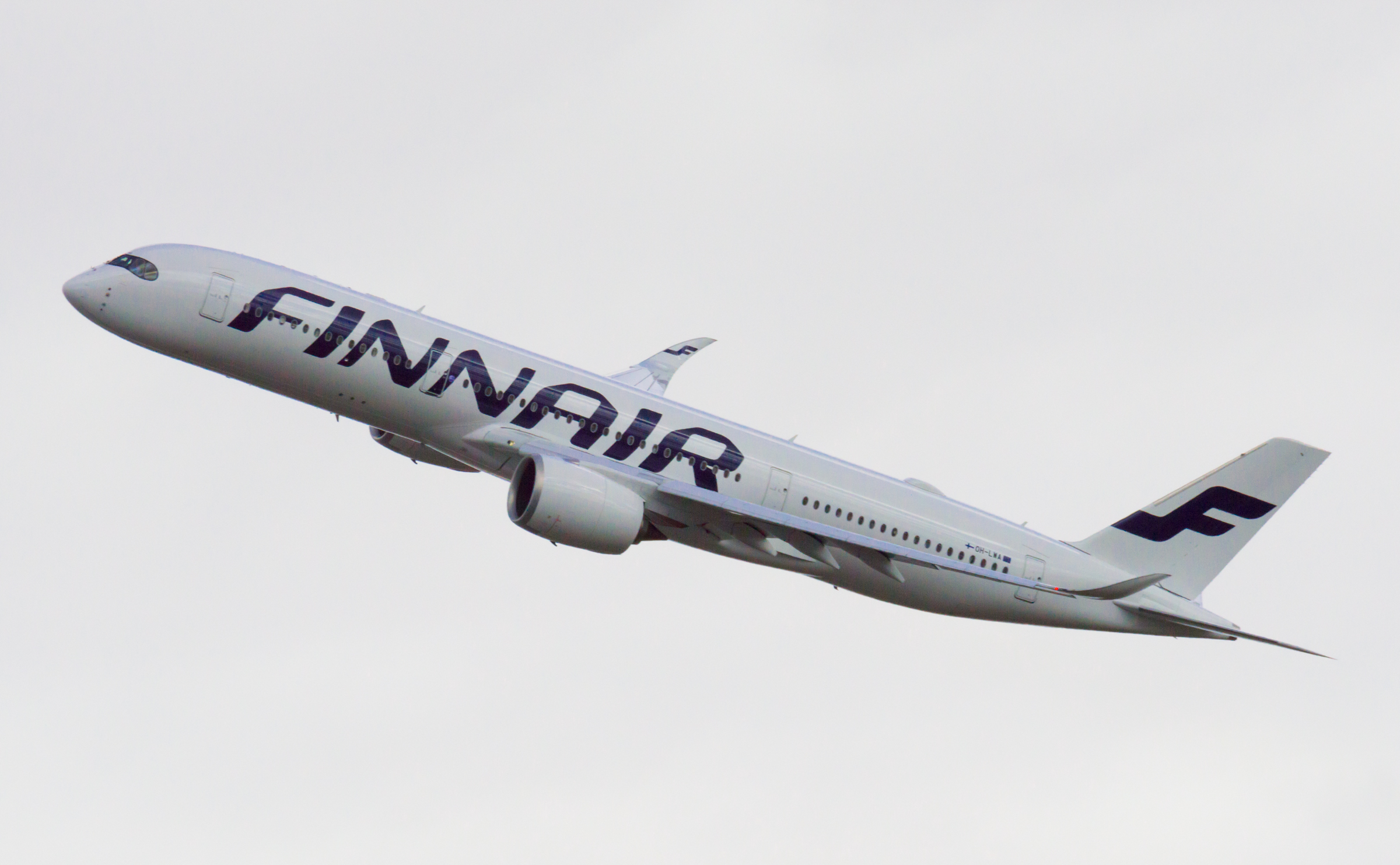
Un Airbus A350 de Finnair que utiliza 52% de materiales compuestos.

El Airbus A350 XWB está construido con un 52% de CFRP, incluyendo las aletas de ala y los componentes del fuselaje, superando al Boeing 787 Dreamliner, para el avión con la mayor relación de peso para CFRP, que se mantuvo en el 50%. Este fue uno de los primeros aviones comerciales en tener los largueros de ala hechos de compuestos. El Airbus A380 fue uno de los primeros aviones de pasajeros comerciales en tener un cajón central de CFRP; Es el primero que tiene una sección transversal de ala suavemente contorneada en vez de las alas que son divididas span-wise en secciones. Esta sección transversal continua y fluida optimiza la eficiencia aerodinámica.  Además, el borde de salida, junto con el mamparo trasero, el empenaje y el fuselaje no presurizado están hechos de CFRP.  Sin embargo, muchos retrasos han empujado fechas de entrega de pedidos debido a problemas con la fabricación de estas piezas. Muchos aviones que utilizan CFRP han experimentado retrasos con las fechas de entrega debido a los procesos relativamente nuevos utilizados para fabricar componentes CFRP, mientras que las estructuras metálicas han sido estudiadas y usadas en las células durante años, y los procesos son relativamente bien entendidos. Un problema recurrente es el monitoreo del envejecimiento estructural, para el cual se investigan constantemente nuevos métodos, debido a la inusual naturaleza multi-material y anisotrópica del CFRP.
En 1968 un conjunto de ventilador de fibra de carbón Hyfil estaba en servicio en los Rolls-Royce Conways de los Vickers VC10 operados por BOAC.
Los diseñadores y fabricantes de aviones especializados Scaled Composites han hecho un uso extensivo de CFRP en toda su gama de diseño, incluyendo la primera nave espacial tripulada privada Spaceship One. CFRP es ampliamente utilizado en micro vehículos aéreos (MAV) debido a su alta resistencia a la relación de peso.
SpaceX está usando fibra de carbono para toda la estructura primaria de su nuevo vehículo de lanzamiento superpesado, el vehículo de lanzamiento STI, así como las dos naves espaciales muy grandes que serán lanzadas por ella, la Nave Espacial Interplanetaria y el buque cisterna STI. Este es un reto particular para la gran estructura de tanque de oxígeno líquido debido a desafíos de diseño de tal contacto denso de carbono / oxígeno durante largos períodos de tiempo.
Los aviones ultraligeros (ver SSDR) como el E-Go, dependen en gran medida de CFRP para cumplir con el requisito de cumplimiento de peso de categoría de menos de 115 kg (254 libras) sin piloto ni combustible.

### Ingeniería automotriz
CFRPs se utilizan ampliamente en carreras de automóviles de gama alta.  El alto costo de la fibra de carbono se mitiga por la relación insuperable de fuerza-peso del material y el bajo peso es esencial para las carreras de automóviles de alto rendimiento. Los fabricantes de coches de carreras también han desarrollado métodos para dar fuerza a las piezas de fibra de carbono en una dirección determinada, haciéndola fuerte en una dirección de carga, pero débil en direcciones donde poca o ninguna carga se colocaría en el miembro. Por el contrario, los fabricantes desarrollaron tejidos omnidireccionales de fibra de carbono que aplican resistencia en todas las direcciones. Este tipo de conjunto de fibra de carbono es más ampliamente utilizado en la "célula de seguridad" monocasco del chasis de montaje de alto rendimiento de coches de carreras.
Muchos superdeportivos en las últimas décadas han incorporado CFRP ampliamente en su fabricación, utilizando para su chasis monocasco, así como otros componentes. Ya en 1971, el Citroën SM ofrecía opcionalmente ruedas ligeras de fibra de carbono. 
Hasta hace poco, el material había tenido un uso limitado en los automóviles producidos en serie debido a los gastos involucrados en términos de materiales, equipos y el número relativamente limitado de personas con experiencia en trabajar con él. Recientemente, varios fabricantes de vehículos convencionales han comenzado a usar CFRP en coches de carretera todos los días.
El uso del material ha sido adoptado más fácilmente por fabricantes de bajo volumen que lo utilizaron principalmente para crear paneles de carrocería para algunos de sus coches de gama alta debido a su mayor resistencia y peso disminuido en comparación con el polímero reforzado con vidrio que usaron para la mayoría de sus productos.
El uso de fibra de carbono en un vehículo puede reducir apreciablemente el peso y, por tanto, el tamaño de su marco. Esto también facilitará la creatividad de los diseñadores y los ingenieros y permitirá más espacio en la cabina para los viajeros. Una preferencia por la fibra de carbono también puede reducir la cantidad de agua y electricidad utilizada en la fabricación.